# ゴールデン湾

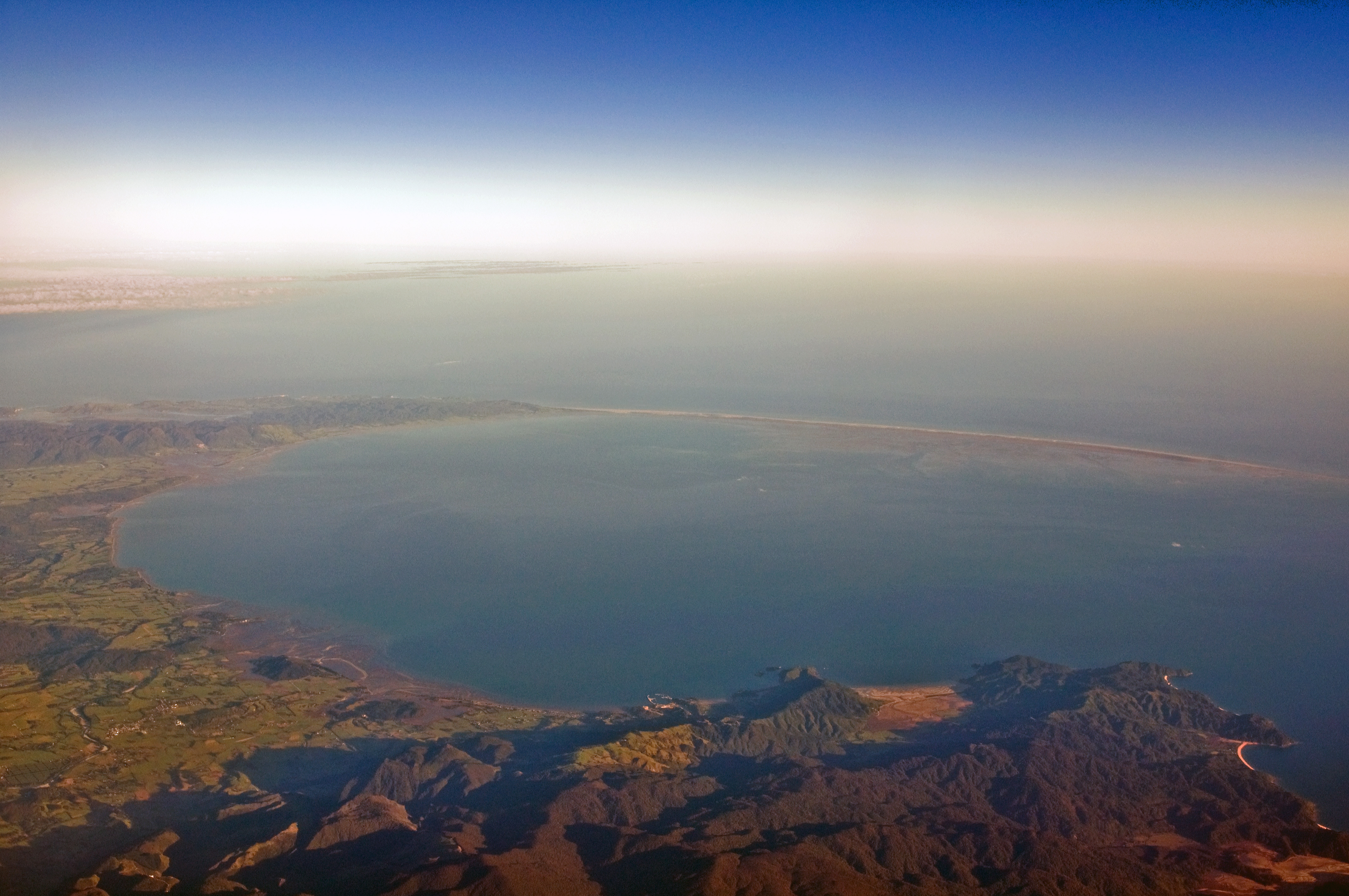
ゴールデン湾とフェアウェル・スピット

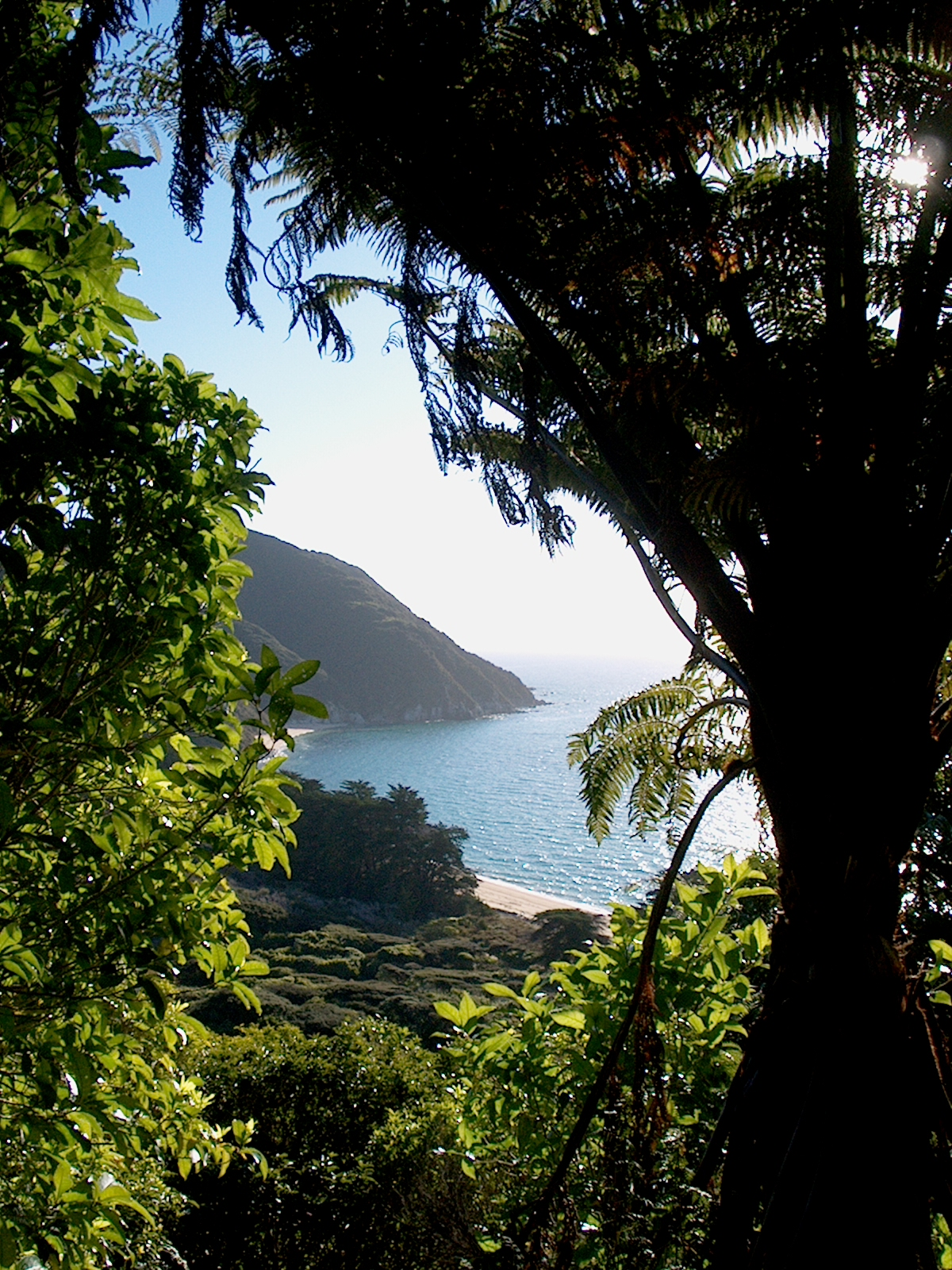
エイベル・タスマン国立公園の海岸

ゴールデン湾（英語: Golden Bay、マオリ語: Mohua）は、ニュージーランドの南島北西部の放物線型の浅い湾。タスマン海に面し、タスマン湾とクック海峡の北西に位置する。北には東西26kmのフェアウェル・スピットという砂嘴が伸びる。南からアオレレ川とタカカ川が注ぎ、かつてはミナミセミクジラやザトウクジラ、ピグミーシロナガスクジラが観察出来た。西岸と北岸は無人地帯で、南岸にはタカカ村とコリングウッド村、そしてエイベル・タスマン国立公園が有る。ゴールデン湾とタスマン湾の地理的境界は公園内に有る。1976年にラムサール条約登録地となった砂嘴の南岸には砂丘と干潟が広がり、その根本にはカフランギ国立公園が広がる。休日にはタタ海岸が賑わう。

## 歴史

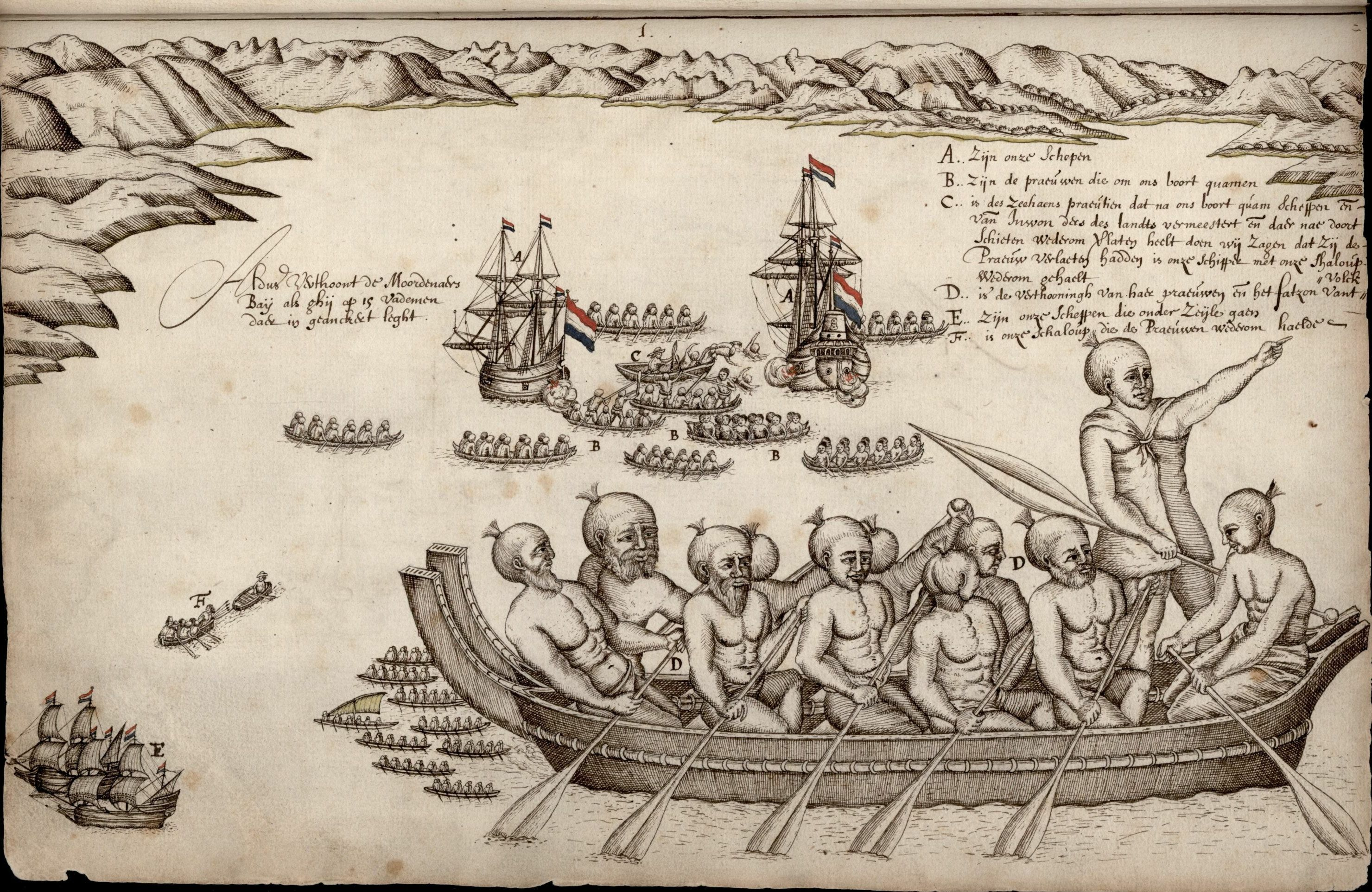
湾に入るアベル・タスマン

少なくとも1450年には、マオリが沿岸部に住んでいた。
1642年、北島から来たガティ・トゥマタコキリ族のイウィが占領した。同年、ネーデルラント連邦共和国の探検家のアベル・タスマンが、湾から7kmの位置に停泊した。ガティ・トゥマタコキリ人はワカでオランダ船に近付き、4人のオランダ人船員を殺害した。この事からタスマンはこの湾を「モールデナール湾」（殺人者の湾）と名付けた。
1770年、大英帝国のジェームズ・クックの最初の冒険で、ゴールデン湾をブラインド湾（盲目の湾、現在のタスマン湾）の一部と判断した。
1773年、クックは2度目の冒険で、ゴールデン湾がモールデナール湾の位置に在る事に気付いた。その後、フランス王国の探検家のジュール・デュモン・デュルヴィルが「マサカー湾」（虐殺の湾）と改名した。
1823年、マスケット戦争の中で、マオリはガティ・トゥマタコキリ人を絶滅した。
1842年3月、フレデリック・トゥケットがモトゥピピ村の近くで石炭を発見した。10月、ロヴェル一家が率いるヨーロッパ人が、マオリの村の近くに入植を開始した。
1840年代、「石炭湾」に改名された。
1850年代後半、アオレレで金が発見され、湾は「ゴールデン湾」と改名された。
2011年12月、周辺地域が豪雨と洪水に襲われた。
2012年6月29日、孤立していたトタラヌイ村への道路が復旧した。
2014年8月、公式に「ゴールデン湾/モフア」に改名された。
2017年2月10日、少なくとも416頭のゴンドウクジラがフェアウェル・スピットに打ち上げられ、多くが死んだ。